# غراب أسترالي
الغراب الأسترالي (بالإنجليزية: Australian Raven) (الإسم العلمي: Corvus coronoides)، هو أحد العصفوريات المنتمية لجنس الغراب. يقطن في أجزاء كبيرة من جنوب وشمال شرق أستراليا. يبلغ طوله46–53 سنتيمتر (18–21 إنش). له ريش ومنقار وفم أسود، وكذلك لديه سيقان وأقدام قوية رمادية وسوداء اللون. يتراوح لون الغراب الأسترالي على ظهره وجناحيه المستدقين من لمعان الأرجواني إلى الزرقة أو الخضرة. وريشها الأسود له قواعد رمادية. يتميز الغراب الأسترالي عن غيره من أنواع الغربان الأسترالية من خلال ريش العنق الذي يكون بارز في الطيور البالغة. الأفراد البالغين تكون لديهم قزحية العين بيضاء، أما الأفراد الأصغر سناً تكون قزحية العين لديهم بيضاء مع حافة زرقاء داخلية، بينما الطيور حتى الخمسة أشهر من العمر تكون قزحية العين ذات لون بني داكن، و قزحية العين العسلية مع حافة زرقاء حول بؤبؤ العين فتبقى حتى السنتين وعشرة أشهر من العمر. وصف كل من نيكولاس أليوارد فيجوس وتوماس هورفايلد الغراب الأسترالي عام 1827، يبرز اسمه العلمي "coronoides" تشابهه مع زاغ الجيف "C. corone". حيث تم التعرف على إثنين من سلالاته، والتي تختلف قليلاً في التغريد وهي متباينة وراثياً.
يعيش الغراب الأسترالي في الغابات المفتوحة والمناطق الانتقالية. لقد تكيف طائر الغراب الأسترالي في المناطق الحضرية، هو طائر شائع في مدينة سيدني وكانبيرا وبيرث، وهو من الحيوانات القارتات والإنتاهزيات، حيث يأكل تشكيلة واسعة من النباتات والمواد الحيوانية، فضلا عن تناوله لفضلات الطعام في المناطق الحضرية. في شرق أستراليا، ترتبط مجموعات الغراب الأسترالي ارتباطا قوياً مع وجود الاغنام، حيث يقوم يقتل الحملان الصغيرة،مع ذلك فإن هذا الأمر نادر الحدوث. الغراب الأسترالي يتغذّى على الجيف، من بقايا الحيوانات الميّتة. كما وأنّ الذكر والأنثى يعيشان برفقة بعضهما البعض كل حياتهما. والتزاوج يجري ما بين يوليو وسبتمبر، يتكون العش من مجموعة عصي على شكل وعاء ويتم اختيار موقعها عالي فوق الأشجار، أو في بعض الأحيان في هياكل من صنع الإنسان مثل الطواحين أو المباني.

## التصنيف والتسمية
وصف الغراب الأسترالي لأول مرة من قبل نيكولاس أيلوارد فيجورس وتوماس هورفايلد عام 1827.

## وصلات خارجية
- An Australian Raven call (two birds)
- Australian Raven videos, photos & sounds on the Internet Bird Collection